# Xenotilapia tenuidentata
Microdontochromis tenuidentatus (antes Xenotilapia tenuidentata) es una especie de peces de la familia Cichlidae en el orden Perciformes.

## Morfología
Los machos pueden llegar alcanzar los 8 cm de longitud total.

## Distribución geográfica
Es un endemismo del lago Tanganica (República Democrática del Congo ).